# Моногляціалізм
Моногляціалізм (рос. моногляциализм, англ. monoglacial theory; нім. Monoglazialismus m) — гіпотеза однократності покривного зледеніння поверхні Землі в четвертинному періоді. Моногляціалісти вважають, що була тільки одна льодовикова епоха і можна говорити лише про її різні стадії, про зміну похолодань, і потеплень. Гіпотеза моногляціалізму не відповідає дійсності.